# Grottes d'Osimo
Les grottes d'Osimo sont un complexe de grottes, de tunnels, de puits et de couloirs souterrains artificiels creusés dans la roche tufacée, qui s'étendent à travers la ville d'Osimo, dans la région des Marches,.

## Histoire et description
Le sous-sol d'Osimo est traversé par un réseau dense de galeries, tunnels et milieux souterrains creusés à plusieurs niveaux, souvent reliés entre eux verticalement par des puits ou des cheminées praticables. Le labyrinthe de grottes relie certains palais, dont le Palazzo Campana, le Palazzo Riccioni, le Palazzo Simonetti et le Palazzo Gallo. Les 88 grottes s'étendent sur environ 9 km, selon un agencement en « double peigne », c'est-à-dire symétriques avec des niches se faisant face. Il existe également une dizaine de tunnels étroits, très probablement utilisés pour l'évasion, la conservation des aliments, l'extraction de matériaux ou pour le passage de l'eau.

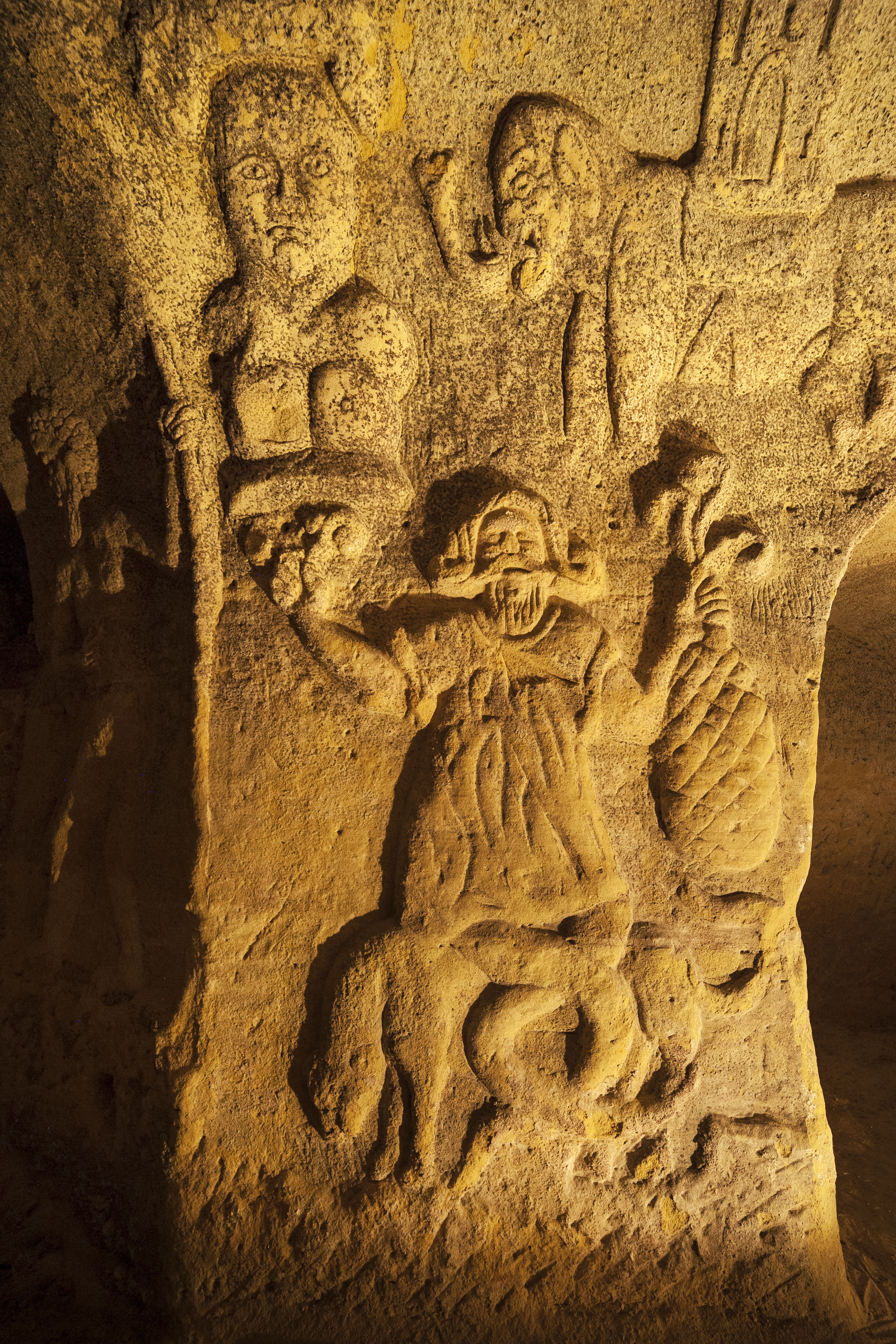
Bas-relief dans les grottes de Campana.

Les sources écrites et les documents contenant des informations sur ces grottes sont rares, bien qu'ils constituent une réalité historique notable. Ce silence est probablement dû à des raisons de secret découlant de la nécessité de sauvegarder les cachettes et les voies de fuite indispensables à la défense et à la survie de toute une communauté dans des situations dangereuses et d'urgence.
Cependant, il existe diverses théories concernant leur origine. L'écrivain Mario Pincherle (it) affirmerait qu'elles remontent à la période de la guerre gothique au cours de laquelle Osimo subit deux sièges qui obligèrent ses habitants à se réfugier sous terre (538 – 544 apr. J.-C.).
D'autres envisagent la possibilité qu'ils aient été créés par un peuple celtique encore plus ancien et qu'ils aient utilisé la langue des druides. G. Petronilli, directeur du MIR (Mystery Investigation and Research) a présumé qu'il s'agissait de l'œuvre directe des Rose-Croix. Du fait qu'un grand franc-maçon du passé, Andrea Vici (it), architecte des Illuminés de Bavière, un groupe qui préférait décorer les lieux où se tenaient les réunions maçonniques avec des motifs allégoriques, a participé à la rénovation du Palazzo Campana.
L'utilisation de ces cavités peut cependant être rattachée à quatre typologies principales identifiées selon leurs différentes caractéristiques : en effet, les grottes créées à des fins défensives sont reconnaissables tout au long du réseau souterrain ; tunnels hydrauliques desservant citernes et sources ; des environnements particuliers constitués de salles circulaires vraisemblablement fréquentées à des fins rituelles ou comme lieux de rencontre ; et enfin des grottes qui révèlent des traces d'usage résidentiel présentes notamment sur le versant sud de la colline près de Porta Musone.

## Symboles et représentations

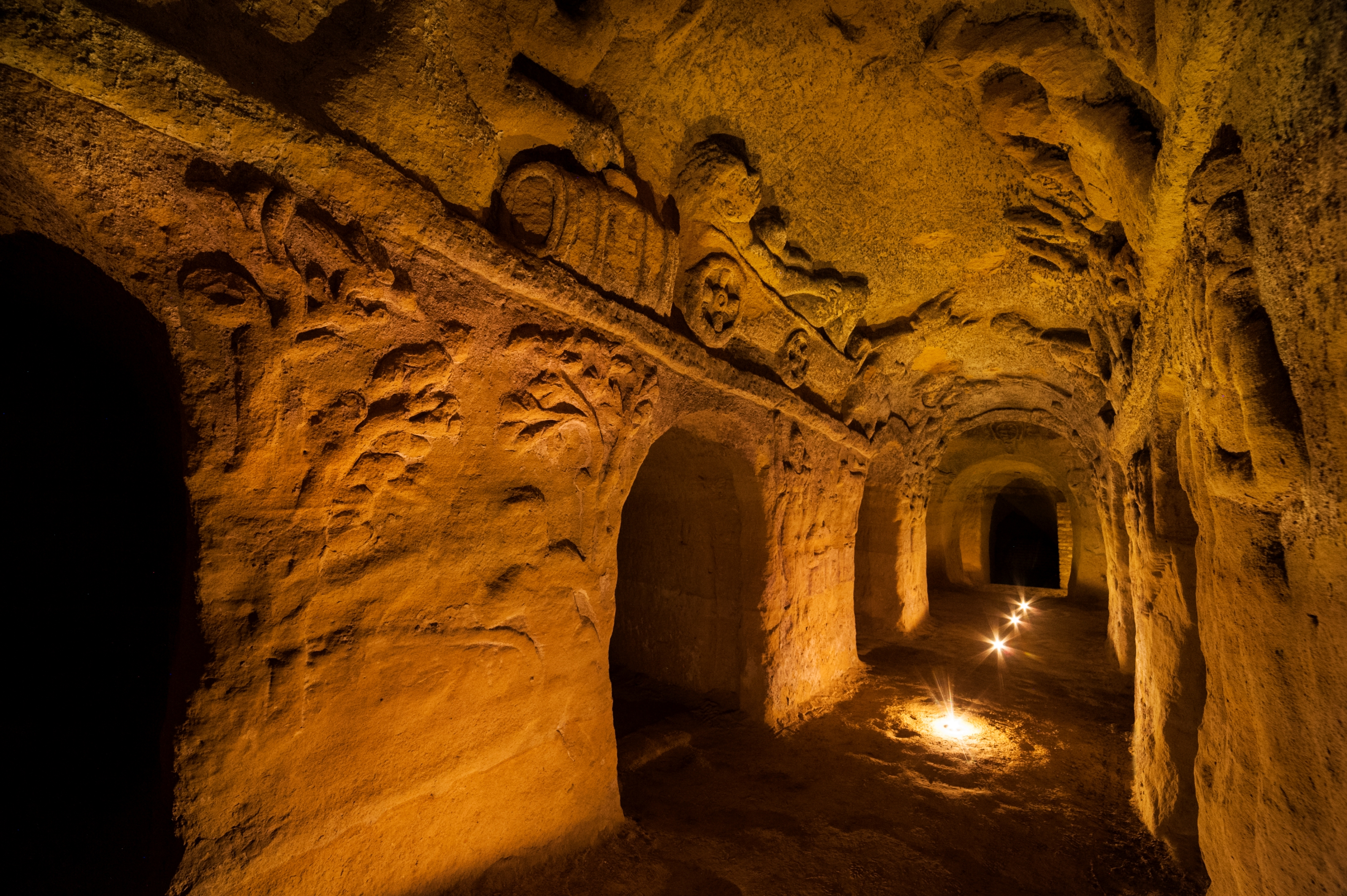
Les grottes du Palais Campana.

À l'intérieur des grottes, on trouve de nombreuses représentations différentes : depuis les bas-reliefs à caractère religieux conservés à l'intérieur des grottes de Cantinone, jusqu'aux symboles liés à la présence des Templiers de 1167 à 1317 et aux Chevaliers de Malte, comme le Triplice cinta sacra (it) (La triple enceinte) et la Croix de Malte (Croix à huit pointes), visibles à l'intérieur des grottes Simonetti. Sans aucun doute, ces cavités étaient habitées par les Chevaliers de Malte et les Templiers.

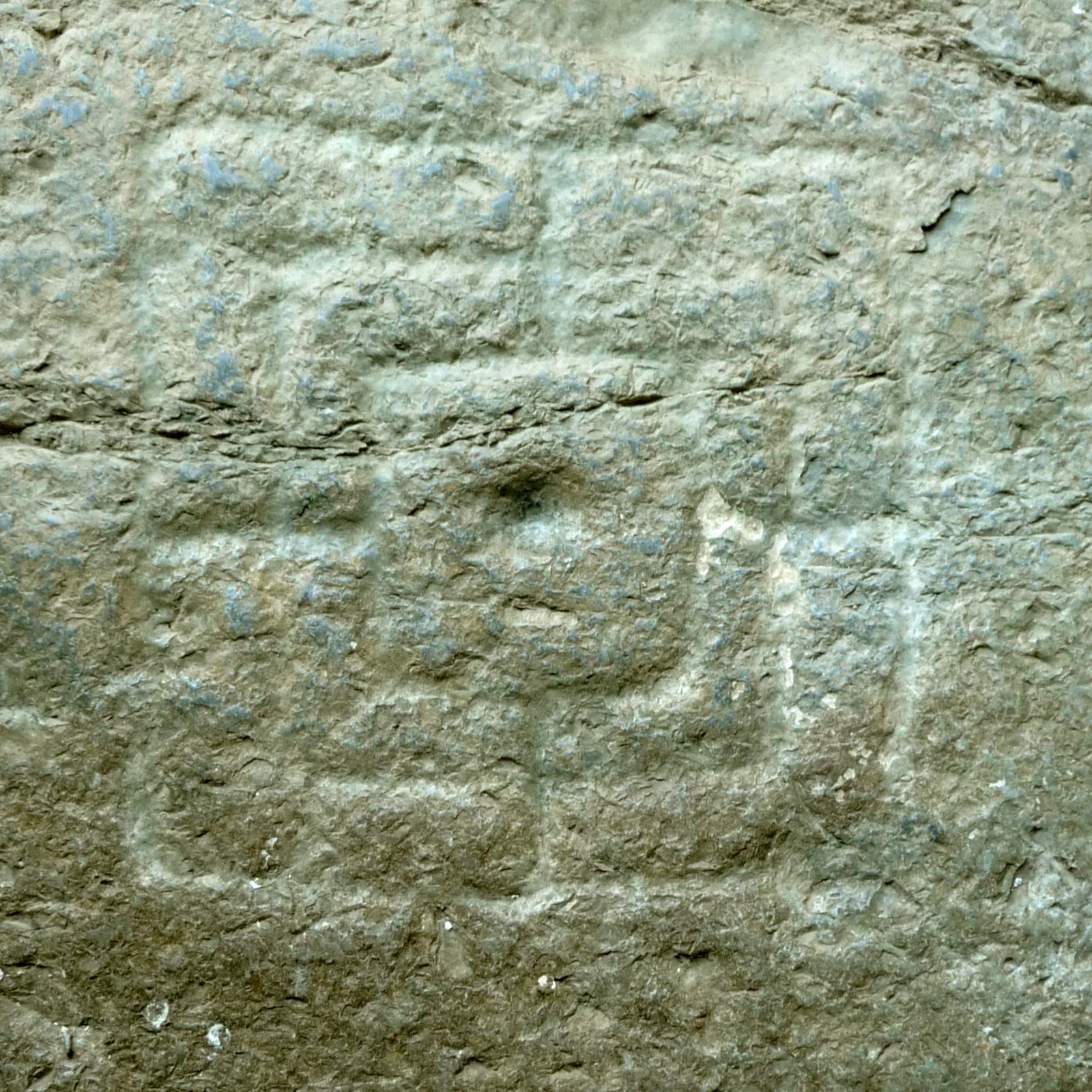
Représentation de la triple enceinte.

On l'appelle aussi « labyrinthe » en raison de sa profonde signification initiatique et ésotérique, car il représente le chemin de l'initié vers le centre, la révélation. D'innombrables autres reliefs ont une symbolique ésotérique qui fait référence à l'Atlantide, au Temple de Salomon, à la Jérusalem céleste à douze portes, en l'occurrence trois de chaque côté. Elle représenterait également une pyramide inversée, où le parcours part de quatre côtés pour atteindre un sommet : symbole de la terre (carré) qui mène par une série de marches au ciel (sommet). On retrouve souvent le chiffre trois qui fait référence aux trois degrés d'initiation maçonnique. 
En outre, il existe une autre image sacrée particulière, la sirène à deux queues, également riche en symbolisme et souvent représentée dans les bâtiments templiers et dont l'origine remonte à Mélusine. Une ancienne divinité liée à la Déesse Mère qui compense avec son élément Eau celui de la Terre lié à la Déesse Mère.

## Grottes du Palais Campana
Parmi les nombreuses grottes, certaines sont situées à environ 8 m de profondeur sous le Palazzo Campana. La zone comprend essentiellement deux galeries dont les murs et les voûtes sont remplis de bas-reliefs sculptés dans le grès, avec des allégories d'interprétation très controversée. Les décors sont très riches et sembleraient constituer d'une part une sorte de personnification d'entités et de vertus telles que la Beauté, la Mort, la Fraude ; de l'autre, la représentation de dieux comme Mercure, Vénus et Bacchus.